# 德国国防军空军第103战斗机联队
第103战斗机联队（Jagdgeschwader 103 )是納粹德國空軍在第二次世界大战期间组建的一支战斗机飞行员训练联队。该联队于1942年12月7日在巴伐利亚州巴特艾布灵组建，最終於1945年3月15日解散。